# Mistrovství Československa jednotlivců na klasické ploché dráze 1978
Mistrovství Československa jednotlivců na klasické ploché dráze 1978 bylo tvořeno 6 závody.

## Závody
Z1 = Praha - 1. 4. 1978
Z2 = Čakovice - 2. 4. 1978
Z3 = Žarnovica - 3. 6. 1978
Z4 = Zohor - 4. 6. 1978
Z5 = Pardubice - 17. 6. 1978
Z6 = Slaný - 18. 6. 1978

## Celkové výsledky
| Pořadí | Jméno              | Klub              | Body | Body celkem |
| ------ | ------------------ | ----------------- | ---- | ----------- |
| 1.     | Jiří Štancl        | Rudá hvězda Praha |      | 75          |
| 2.     | Václav Verner      | Rudá hvězda Praha |      | 73          |
| 3.     | Jan Verner         | Rudá hvězda Praha |      | 71          |
| 4.     | Zdeněk Kudrna      | Rudá hvězda Praha |      | 63          |
| 5.     | Aleš Dryml         | Pardubice         |      | 60          |
| 6.     | Petr Ondrašík      | Rudá hvězda Praha |      | 56          |
| 7.     | Petr Kučera        | Pardubice         |      | 51          |
| 8.     | Jan Hádek          | Plzeň             |      | 46          |
| 9.     | Emil Sova          | Pardubice         |      | 44          |
| 10.    | Jiří Jirout        | Pardubice         |      | 36          |
| 11.    | Jan Klokočka       | Slaný             |      | 31          |
| 12.    | Karel Voborník     | Slaný             |      | 28          |
| 13.    | Josef Minařík      | Slaný             |      | 27          |
| 14.    | Jindřich Dominik   | Plzeň             |      | 25          |
| 15.    | Evžen Erban        | Pardubice         |      | 12          |
| 16.    | Jaroslav Hauptmann | Plzeň             |      | 8           |
| 17.    | Josef Rybář        | Slaný             |      | 7           |
| 18.    | Václav Hejl        | Plzeň             |      | 6           |

Body
1. místo – 20 bodů
2. místo – 17 bodů
3. místo – 15 bodů
4. místo – 13 bodů
5. místo – 11 bodů
6. místo – 10 bodů
7. místo – 9 bodů
8. místo – 8 bodů
9. místo – 7 bodů
10. místo – 6 bodů
11. místo - 5 bodů
12. místo - 4 body
13. místo - 3 body
14. místo - 2 body
15. místo - 1 bod